# George W. Sarbacher
George William Sarbacher Jr. (* 30. September 1919 in Philadelphia,  Pennsylvania; † 4. März 1973 in Bethesda, Maryland) war ein US-amerikanischer Politiker. Zwischen 1947 und 1949 vertrat er den Bundesstaat Pennsylvania im US-Repräsentantenhaus.

## Werdegang
George Sarbacher besuchte die öffentlichen Schulen seiner Heimat und danach bis 1938 die Olney High School. Daran schloss sich bis 1942 ein Studium an der Temple University in Philadelphia an. Zwischen 1942 und 1947 diente er im Marine Corps, in dem er bis zum Hauptmann aufstieg. Diese Zeit umfasste auch den Zweiten Weltkrieg. Zweieinhalb Jahre seiner Militärzeit diente er im Südpazifik. Politisch war er Mitglied der Republikanischen Partei.
Bei den Kongresswahlen des Jahres 1946 wurde Sarbacher, der damals noch im Militärdienst war, im fünften Wahlbezirk von Pennsylvania in das US-Repräsentantenhaus in Washington, D.C. gewählt, wo er am 3. Januar 1947 die Nachfolge des Demokraten William J. Green antrat, den er bei der Wahl geschlagen hatte. Da er im Jahr 1948 gegen Green verlor, konnte er bis zum 3. Januar 1949 nur eine Legislaturperiode im Kongress absolvieren. Diese war von den Ereignissen des Kalten Krieges geprägt.
1950 bewarb sich Sarbacher erfolglos um die Rückkehr in den Kongress. In den Jahren nach seinem Ausscheiden aus dem US-Repräsentantenhaus war er unter anderem als Abteilungsdirektor der Autobahnbehörde des Staates Pennsylvania für die Sicherheit auf den dortigen Fernstraßen zuständig. Außerdem war er Vorstandsvorsitzender der National Scientific Laboratories, Inc. in Washington D.C. und der NSL Electronics, Ltd. in Hamilton (Kanada). Sarbacher fungierte auch als Industrieberater und war Vorsitzender einer Postberatungskommission (Postal Service Management Advisory Team). Er starb am 4. März 1973 in Bethesda.